# Gianfranco Amendola
Gianfranco Amendola (ur. 8 kwietnia 1942 w Rzymie) – włoski polityk, prawnik i nauczyciel akademicki, poseł do Parlamentu Europejskiego III kadencji.

## Życiorys
W 1965 ukończył studia prawnicze na Uniwersytecie Rzymskim „La Sapienza”. Został następnie wykładowcą prawa środowiskowego na macierzystej uczelni, był nauczycielem akademickim także na Uniwersytecie w Teramo i Uniwersytecie w Sienie. Od 1967 pracował jednocześnie jako urzędnik wymiaru sprawiedliwości, m.in. w biurze oskarżyciela publicznego w Rzymie. Specjalizował się w kwestiach ochrony środowiska i zdrowia publicznego. W 1973 został także dyrektorem gabinetu premiera ds. środowiska, działał także w państwowych komisjach zajmujących się tymi kwestiami. Opublikował ponad 20 kilkanaście książek i wiele prac naukowych poświęconych prawu ochrony przyrody, w tym bestseller „In nome del popolo inquinato”. Został przewodniczącym federacji zielonych na uniwersytetach, a także członkiem zarządu stowarzyszeń chroniących przyrodę i kulturę, m.in. WWF, Legambiente i Italia Nostra.
W latach 80. wstąpił do Federazione delle Liste Verdi, która w grudniu 1990 połączyła się z innymi partiami w ruch pod nazwą Federacja Zielonych. W 1989 uzyskał mandat posła do Parlamentu Europejskiego (z listy pod nazwą Verdi Europa – Lista Verde). Przystąpił go Grupy Zielonych w PE, był wiceprzewodniczącym Komisji ds. Środowiska Naturalnego, Zdrowia Publicznego i Ochrony Konsumentów (1992–1994), a także członkiem m.in. Delegacji ds. stosunków z Australią i Nową Zelandią. Po zakończeniu kadencji powrócił do pracy urzędniczej, został zastępcą głównego prokuratora ds. środowiska w Pretura di Roma i Tribunale di Roma. W 2008 objął funkcję prokuratora w Civitavecchia, w 2015 przeszedł na emeryturę.
Udzielał się jako perkusista zespołu Dura Lex, złożonego z prawników.